# Ancylometes hewitsoni
Ancylometes hewitsoni là một loài nhện trong họ Ctenidae.
Loài này thuộc chi Ancylometes. Ancylometes hewitsoni được Frederick Octavius Pickard-Cambridge miêu tả năm 1897.